# ایان مک‌دونالد
ایان مک‌دونالد (انگلیسی: Ian McDonald؛ زادهٔ ۱۰ مهٔ ۱۹۵۳) بازیکن فوتبال اهل بریتانیا است.
از باشگاه‌هایی که در آن بازی کرده‌است می‌توان به باشگاه فوتبال کولچستر یونایتد، باشگاه فوتبال وورکینگتون ای. اف. سی، باشگاه فوتبال لیورپول، باشگاه فوتبال بارو، باشگاه فوتبال یورک سیتی، و باشگاه فوتبال منزفیلد تاون اشاره کرد.